# Lymantria buruensis
Lymantria buruensis är en fjärilsart som beskrevs av Collenette 1933. Lymantria buruensis ingår i släktet Lymantria och familjen tofsspinnare. Inga underarter finns listade i Catalogue of Life.